# 顺其自然 (捐款人)
顺其自然是一位中华人民共和国浙江省宁波市匿名捐款者所使用的化名，其于1999年起长期向宁波市慈善总会捐款，每年的11月底12月初汇出捐款，汇款单据以信件邮寄至宁波市慈善总会，落款取“顺其自然”中的字组合。1999年—2024年累计捐款金额1686万人民币，多数用于资助贫困大学生完成学业和帮扶偏远山区的困难学校。
有宁波市的捐款者效仿“顺其自然”的做法，捐款后也署名“顺其自然”。“顺其自然”也成为宁波市慈善群体的代名词。

## 匿名捐款
1999年12月，宁波市慈善总会发起“慈善一日捐”活动。“顺其自然”在此活动中进行了第一次捐款。自1999年起，坚持在每年的11月底12月初通过银行汇款到宁波市慈善总会的方式汇出捐款。“顺其自然”的捐款用途遵循其意愿，主要用于资助贫困大学生完成学业和帮扶偏远山区的困难学校。
“顺其自然”通过中国邮政储蓄银行捐款。因银行规定，超过1万元的汇款必须实名制，因此“顺其自然”的每次捐款都会拆分成若干笔至多9999元的捐款。
尽管在第四次捐款后署名变为“顺顺”“顺其”等，但宁波慈善总会会长项秉炎称，其捐款风格一致，应为同一人。

## 身份猜测
由于捐款人的匿名意愿，在初次捐款三年后，慈善总会已不再寻找捐款人的真实身份。
线索之一便是经办汇款的银行员工。但经办过汇款的江东百丈邮政支局、海曙区兰芝邮局员工回忆的捐款人却不尽一致。有次是30岁左右的女子，有次是30多岁的宁波口音男子，有次又是年轻女子。2005年12月，根据善款汇出经办员工之一的宁波市中山西路邮政大楼员工徐小姐回忆，“顺其自然”是位女士。2023年11月，在当年捐款汇入后，极目新闻记者刘琴采访善款汇出银行，银行称汇款人是一名女性。

## 评价
“顺其自然”和使用“顺其自然”化名捐款的群体获得过诸多社会荣誉：
- 2003年宁波市慈善楷模[4]
- 2004年浙江省“十大慈善之星”[4]
- 宁波市20年最具影响的十大新闻人物[4]
- 爱心中国——中国最具影响力的100位慈善人物特别奖[7]
- “全国十大社会公益之星”集体奖[7]

宁波市慈善总会副秘书长蔡怀书认为，寻找“顺其自然”是谁并不是什么难事，但“我们知道他是一名有爱心的企业家就行了，就让他作为我们宁波爱心的代名词，爱心城市的标识。”

## 轶闻
在宁波，也有以“风调雨顺”为名进行的捐款，在灾情发生后捐助灾区。“风调雨顺”与“顺其自然”的捐款留言风格相近、杜撰的地址一致、字迹也形近。河南省慈善总会受到过“风调雨顺”捐款，其工作人员猜测，“风调雨顺”可能和“顺其自然”为同一人。
2008年，江西省九江市红十字会收到署名“风调雨顺”的匿名捐款人捐款3万元。2015年，宁波遭遇台风“麦莎”，象山、宁海、奉化慈善总会收到署名“风调雨顺”的匿名捐款人各5万元。2021年7月25日，此时河南省正逢水灾，河南省慈善总会收到一封署名“风调雨顺”的挂号信，内附六张汇款单，共计5万元。

## 捐款动态
以下捐款记录主要汇总自《宁波晚报》。
| 日期           | 金额    | 落款      | 邮寄地址                        |
| -------------- | ------- | --------- | ------------------------------- |
| 1999年12月6日  | 5万元   | 顺其自然  | 江东1号                         |
| 2000年12月5日  | 20万元  | 顺其自然  | 鄞县大道8号                     |
| 2001年12月3日  | 15万元  | 顺其自然  | 甬江南路1号                     |
| 2002年12月2日  | 18万元  | 顺其自然  | 百丈东路251号                   |
| 2003年12月1日  | 16万元  | 顺顺      | 兴宁路70号                      |
| 2004年11月23日 | 18万元  | 顺其      | 兴宁路89号                      |
| 2005年11月30日 | 25万元  | 其然      | 中山西路8000号                  |
| 2006年11月11日 | 35万元  | 顺        | 江北区桃渡路120号               |
| 2007年11月11日 | 51万元  | 其其      | 长春路3000号                    |
| 2008年12月1日  | 53万元  | 顺其/自然 | 镇明路3000号/永丰路1008号       |
| 2009年11月12日 | 60万元  | 其然      | 联丰路3003号                    |
| 2010年11月23日 | 66万元  | 其然      | 宁波市孝闻街3003号              |
| 2011年11月29日 | 72万元  | 然其      | 联丰路3000号                    |
| 2012年11月30日 | 73万元  | 然然      | 宁波市南天路3000号/蓝天路3000号 |
| 2013年11月29日 | 75万元  | 然其      | 联丰路3000号                    |
| 2014年11月28日 | 81万元  | 然自      | 育才路3003号                    |
| 2015年11月26日 | 85万元  | 然顺      | 人民路1号                       |
| 2016年11月29日 | 91万元  | 顺然      | 苍松路1号                       |
| 2017年11月21日 | 96万元  | 其然      | 孝闻街1000号                    |
| 2018年11月22日 | 99万元  | 然其      | 江厦街1号                       |
| 2019年11月27日 | 101万元 | 其然      | 江厦街1号                       |
| 2020年11月26日 | 103万元 | 然然      | 中山路1号                       |
| 2021年11月19日 | 105万元 | 顺其      | 中山路1号                       |
| 2022年11月24日 | 106万元 | 顺自      | 百丈路1号                       |
| 2023年11月15日 | 108万元 | 顺然      | 人民路1号                       |
| 2024年11月15日 | 109万元 | 其然      | 长春路1号                       |